# دييغو فرنسيسكو ألتاميرانو
دييغو فرنسيسكو ألتاميرانو (بالإسبانية: Diego Francisco Altamirano)‏ هو كاتب إسباني، ولد في 1625، وتوفي في 1715.